# Aqueu (fill de Seleuc)
Aqueu (en grec antic Ἀχαιός) va ser un noble grec macedoni que va florir al segle III aC.
Era el segon fill del rei i fundador de l'Imperi Selèucida Seleuc I Nicàtor i la noble persa Apama. Aqueu era d'ascendència grega i persa. Tenia un germà, el rei selèucida Antíoc I Sòter, i dues germanes Apama i Laodice. A aquest Aqueu de vegades se l'anomena Aqueu el Vell, per distingir-lo del seu net el general selèucida Aqueu.
Aqueu era un home ric i tenia propietats a Anatòlia. Va beneficiar a aquells que el van ajudar a fer la guerra contra els gàlates. La campanya militar selèucida contra els gàlates va tenir lloc entre el 269 aC i el 267 aC, durant el regnat del seu germà Antíoc I. Molts dels que havien ajudat Antíoc I i Aqueu van ser fets presoners i Aqueu va pagar el seu rescat. Antíoc I més endavant va guanyar aquesta campanya militar. Els que tenien Aqueu com a benefactor van fer gravar el seu agraïment en una estela de pedra i la van col·locar al santuari de Zeus i a la d'Apol·lo. Els descendents dels que van ser salvats per Aqueu, tenien un seient d'honor en els festivals públics i sacrificaven cada any un bou a Aqueu al santuari de Zeus.
Aqueu es va casar amb una dona grega de la que no se'n sap el nom. La seva dona li va donar cinc fills:
- Antioquis, que es va casar amb Àtal i va ser mare d'Àtal I de Pèrgam.
- Alexandre, que va ocupar alts càrrecs amb el seu oncle patern Antíoc I.
- Laodice, que va ser la primera esposa del rei selèucida Antíoc II Theós.
- Andròmac, fet presoner pel rei egipci Ptolemeu III Evèrgetes I i pare del general Aqueu.
- Laodice, casada amb Seleuc II Cal·línic (segons Polibi).[1]